# Order Nemanjicia
Order Nemanjicia (serb. Orden Nemanjića) – odznaczenie Republiki Serbskiej, należącej do Federacji Bośni i Hercegowiny, ustanowione w 1993 na cześć Stefana Nemanji i nadawane osobom fizycznym, organizacjom i instytucjom za wybitne zasługi dla Republiki.
Order nie jest podzielony na klasy i przyznawany w formie komandorii z gwiazdą. Jego wygląd jest wzorowany na nadawanym w latach 1883–1945 dawnym Orderze Orła Białego Królestwa Serbii.
Oznaką na awersie jest biały dwugłowy orzeł z krzyżem serbskim na piersi (na rewersie z datą 1993), zawieszką jest złota korona królewska (mimo że Srpska jest republiką). Tylko gwiazda i wstęga różnią się od Białego Orła: gwiazda jest złota o kształcie rombu (taki kształt miała także srebrna gwiazda II kl. Białego Orła) i ozdobiona czerwoną tarczą z krzyżem serbskim, a wstęga jest czerwona z wąskim żółtym paskiem pośrodku i dwoma szerszymi białymi paskami w niewielkiej odległości od brzegów.
W hierarchii orderów Republiki Serbskiej order Nemanjicia zajmuje trzecie miejsce, po Orderze Flagi, a przed Orderem Gwiazdy Jerzego Czarnego.